# Henry Bell Van Rensselaer
Henry Bell Van Rensselaer (* 14. Mai 1810 in Albany, New York; † 23. März 1864 in Cincinnati, Ohio) war ein US-amerikanischer Offizier und Politiker. Zwischen 1841 und 1843 vertrat er den Bundesstaat New York im US-Repräsentantenhaus. Der Kongressabgeordnete Stephen Van Rensselaer war sein Vater.

## Werdegang
Henry Bell Van Rensselaer wurde ungefähr zwei Jahre vor dem Ausbruch des Britisch-Amerikanischen Krieges in Albany geboren und wuchs dort auf. 1831 graduierte er an der United States Military Academy in West Point. Er erhielt am 1. Juli 1831 ein Offizierspatent zum Brevet-Second Lieutenant im fünften Regiment der US Infanterie, wo er bis zu seinem Rücktritt am 27. Januar 1832 diente. Danach war er bei Ogdensburg in der Landwirtschaft tätig. Politisch gehörte er der Whig Party an.
Bei den Kongresswahlen des Jahres 1840 für den 27. Kongress wurde Van Rensselaer im 14. Wahlbezirk von New York in das US-Repräsentantenhaus in Washington, D.C. gewählt, wo er am 4. März 1841 die Nachfolge von John Fine antrat. Er schied nach dem 3. März 1843 aus dem Kongress aus.
In der folgenden Zeit arbeitete er in Bergbauunternehmen. Nach dem Ausbruch des Bürgerkrieges verpflichtete er sich als Brigadegeneral in der Unionsarmee. Er wurde zum Stabschef von General Winfield Scott ernannt. Man beförderte ihn 1862 zum Colonel und er wurde Generalinspekteur – eine Stellung, die er bis zu seinem Tod innehatte. Am 23. März 1864 verstarb er in Cincinnati und wurde dann auf dem Grace Episcopal Churchyard in Jamaica auf Long Island beigesetzt.